# Oscinella bracata
Oscinella bracata är en tvåvingeart som beskrevs av Oswald Duda 1930. Oscinella bracata ingår i släktet Oscinella och familjen fritflugor. Inga underarter finns listade i Catalogue of Life.